# Piscina Olímpica de Moscú
La Piscina Olímpica de Moscú, anteriormente llamada Piscina del Estadio Central Lenin, era un centro acuático que formaba parte del Complejo Deportivo Luzhniki en Moscú, Rusia. Fue inaugurada en 1957 y renovada en 1980. Tenía una capacidad de 10.500 espectadores y albergó eventos de waterpolo en los Juegos Olímpicos de 1980 .  También fue sede de eventos de la Universiada de 1973, el 12º Festival Mundial de la Juventud y los Estudiantes, los Goodwill Games 1986, las Espartaquias, entre otros.
Recientes imágenes satelitales de Google muestran que la piscina olímpica ha sido demolida. En informes oficiales del alcalde de Moscú, Serguéi Sobianin afirma que será reconstruido como centro acuático multiusos "con juegos mecánicos, un gimnasio y un centro de spa".